# ZSK Gazprom-Ugra Surgut
Der ZSK Gazprom-Ugra Surgut (russisch Центральный спортивный клуб Газпром-Югра Сургут) ist ein russischer Männer-Volleyballverein aus Surgut in Jugra. Der Verein wurde 1996 gegründet und spielt seit 2002 in der russischen Superliga. Im europäischen Challenge-Cup 2010/11 erreichte das Team das Viertelfinale.